# Política exterior del gobierno de Yamandú Orsi

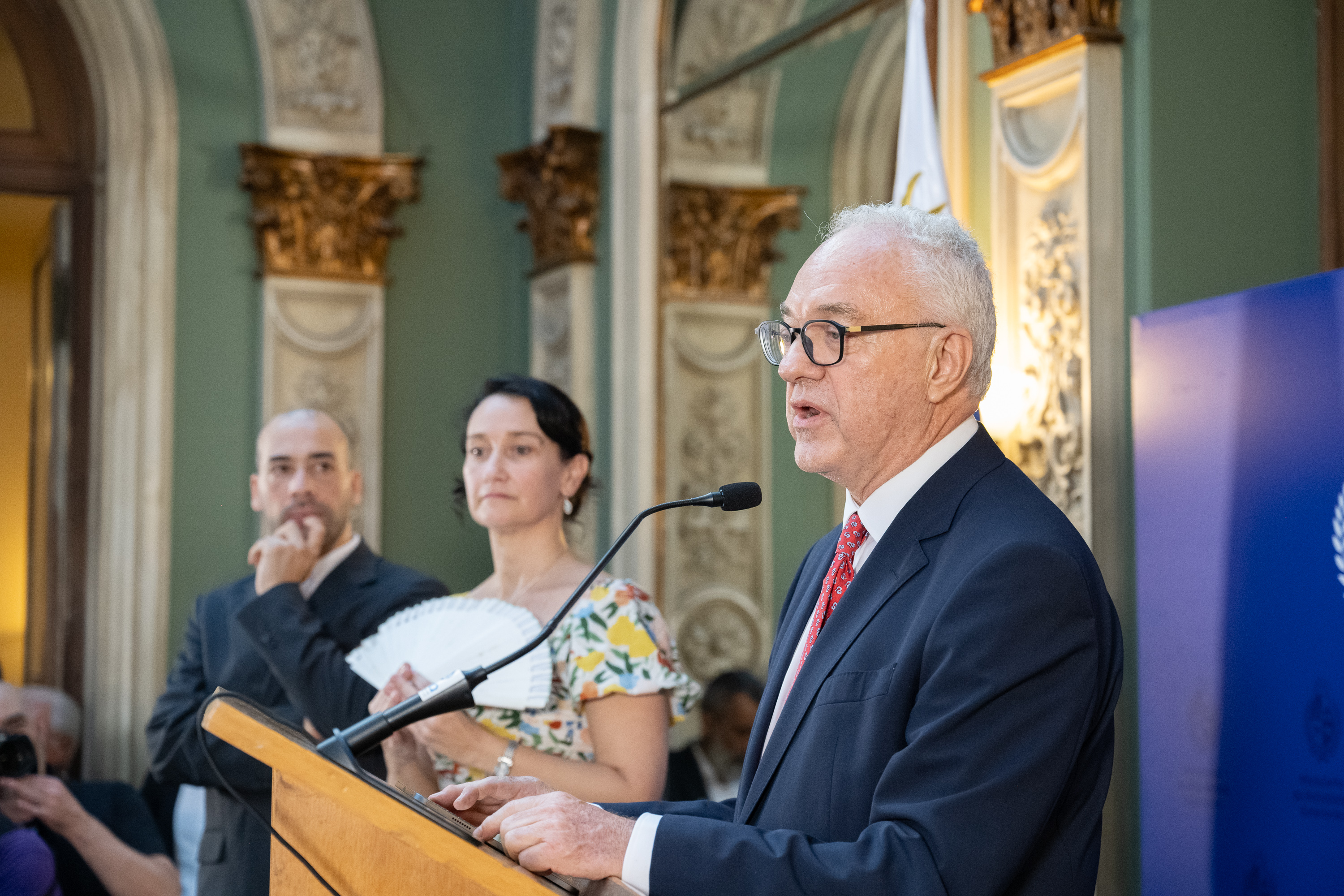
Asunción de los jerarcas del Ministerio de Relaciones Exteriores del gobierno presidido por Yamandú Orsi.

Las relaciones exteriores de Uruguay durante el gobierno de Yamandú Orsi dieron inicio con su gobierno el 1 de marzo de 2025. El canciller, oficialmente ministro de Relaciones Exteriores de Uruguay, del gobierno de Yamandú Orsi es Mario Lubetkin.

## África

### Angola
En el marco de la XVII Cumbre de los BRICS, celebrada en Brasil, el domingo 6 de julio de 2025 el presidente Yamandú Orsi mantuvo una reunión bilateral con el presidente de Angola y de la Unión Africana, João Lourenço.

### Egipto
En el marco de la XVII Cumbre de los BRICS, celebrada en Brasil, el domingo 6 de julio de 2025 el presidente Yamandú Orsi mantuvo una reunión bilateral con el primer ministro de Egipto, Mostafá Madbuli.

### República Democrática del Congo
Durante la transición de gobierno, el sábado 25 de enero, el presidente electo Yamandú Orsi transmitió sus condolencias por redes sociales a las familias de los militares uruguayos heridos y la de un soldado fallecido durante su servicio en la misión de paz en la República Democrática del Congo ―MONUSCO― a causa de un ataque del grupo rebelde M23 ocurrido ese mismo día. A causa de este ataque, el regreso del contingente de 200 militares uruguayos, inicialmente previsto para enero, se retrasó. A mediados de junio se confirmó que arribarían la noche del 3 de julio, aunque finalmente lo hicieron al día siguiente en una ceremonia junto al presidente de la República. Ese mismo día partió otro contingente de 200 militares uruguayos como relevo, que finalmente logró ingresar al Congo desde Uganda el miércoles 6 de agosto de 2025 tras retrasos causados por los enfrentamientos locales.
El 6 de agosto, el presidente Orsi recibió en Torre Ejecutiva a una delegación de la RDC encabezada por el vice primer ministro del país africano, Guy Kabombo Muadiamvita. En la reunión se rindió homenaje a la colaboración uruguaya para la paz en dicho país y el presidente Orsi prometió una visita al país. Asimismo, autoridades de ambas delegaciones firmaron documentos: un acuerdo de cooperación y un memorando de entendimiento en materia de consultas políticas, rubricados por el canciller Lubetkin y su par Thérèse Kayikwamba Wagner; un acuerdo de cooperación en defensa; y un acuerdo de cooperación cultural.

### Sudáfrica
En el marco de la XVII Cumbre de los BRICS, celebrada en Brasil en julio de 2025, en un encuentro de las delegaciones de Uruguay y Sudáfrica, el presidente Cyril Ramaphosa invitó al mandatario uruguayo a participar de la Cumbre del G20, a realizarse en noviembre en ese país africano.

## América

### América del Sur

#### Argentina
El sábado 1 de marzo de 2025, día de la asunción de Yamandú Orsi, el presidente argentino Javier Milei no viajó a la asunción de su par uruguayo por la coincidencia con la apertura a las sesiones legislativas en Argentina. A principios de marzo, Diego Cánepa, el prosecretario de la presidencia  de José Mujica entre 2010 y 2015, fue nombrado como embajador en Argentina. El jueves 27 de marzo de 2025, el presidente Yamandú Orsi se reunió con el gobernador de Entre Ríos, Rogelio Frigerio, donde coincidieron en la idea de evitar que escalen las rispideces por la radicación de un proyecto para producir hidrógeno verde en el departamento de Paysandú, sobre el río Uruguay, como sucedió décadas antes alrededor de la instalación de plantas de celulosa. El lunes 28 de abril, el presidente Orsi recibió las cartas credenciales del nuevo embajador argentino en Uruguay, Alan Beraud. El jueves 8 de mayo, el presidente Orsi asistió a la ceremonia de asunción de las autoridades de la Comisión Técnica Mixta de Salto Grande.
El lunes 9 de junio, el presidente Orsi y los expresidentes Lacalle Pou y Sanguinetti viajaron a Buenos Aires para recibir el Premio Ana Frank por su compromiso con la democracia y la convivencia pacífica. El jueves 19 de junio, cuando la prensa le preguntó sobre la condena de la exmandataria argentina Cristina Fernández de Kirchner, el presidente Orsi señaló que «como gobierno, no es buena cosa que nos metamos en asuntos de otros países», a diferencia de algunos legisladores del Frente Amplio que manifestaron públicamente que Uruguay debía expresarse en contra de la sentencia por corrupción dictada por la Justicia argentina contra Fernández.
El miércoles 2 de julio, Yamandú Orsi viajó a Argentina, tras un viaje de Estado a España, para participar al día siguiente en la LXVI Cumbre de presidentes del Mercosur, celebrada en Buenos Aires. Dicho miércoles, el presidente Orsi recibió una condecoración de doctor honoris causa de la Universidad de Congreso, de Mendoza. Al día siguiente, el mandatario tomó parte de la Cumbre y reivindicó la «profundización» del bloque. Ese día también mantuvo una breve reunión bilateral con el presidente argentino Javier Milei.

#### Brasil

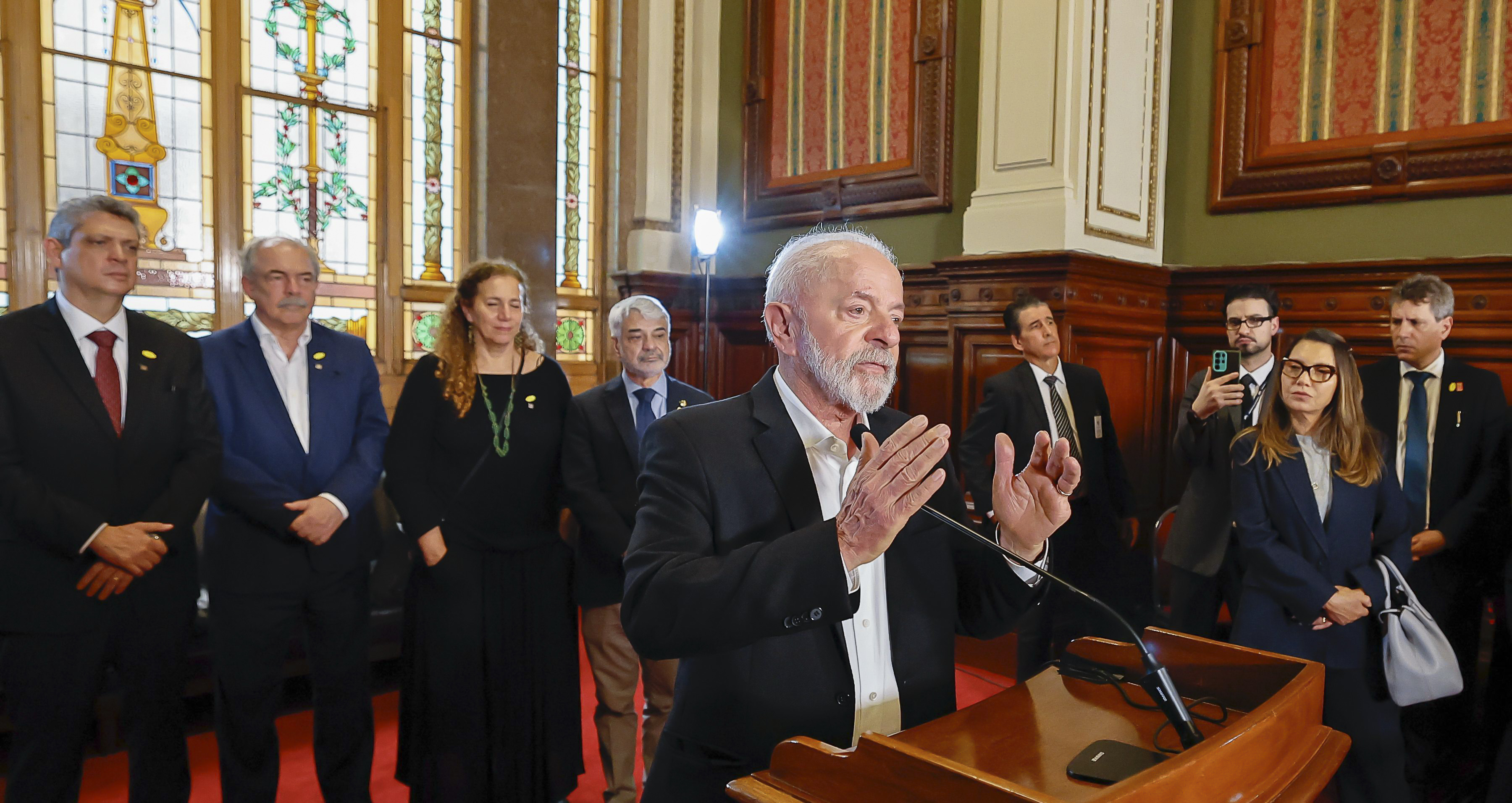
El presidente brasileño Lula da Silva en el Palacio Legislativo de Uruguay durante el sepelio de José Mujica.

Poco después de ganar las elecciones en noviembre de 2024, la primera salida al exterior oficial de Yamandú Orsi fue a Brasil, reuniéndose en Brasilia con el presidente brasileño Lula da Silva el viernes 29 de noviembre. Allí trataron los procesos de licitación para el puente de Yaguarón en Cerro Largo y el dragado del canal San Gonzalo que conecta la laguna Merín ―compartida por Brasil y Uruguay― con la laguna de los Patos ―en territorio brasileño―. Posteriormente, el presidente electo Orsi tuvo otros encuentros con el presidente brasileño como en la Cumbre del MERCOSUR en diciembre de 2024 y una cena antes de su asunción presidencial del 1 de marzo de 2025.
El 1 de marzo de 2025, el presidente Lula da Silva invitó a Uruguay, junto a México y Colombia, a participar en la cumbre de los BRICS prevista para julio de 2025 en Río de Janeiro. Asimismo, a principios de marzo el gobierno uruguayo nombró como embajador en Brasil a Rodolfo Nin Novoa, exvicepresidente entre 2005 y 2010 y excanciller entre 2015 y 2020.  El 9 de abril, en el marco de la IX Cumbre de la CELAC, Brasil brindó el primer apoyo político para que Uruguay ocupe la presidencia pro témpore de la CELAC a partir de 2026, lo que fue votado sobre el final de la jornada. El 7 de mayo el presidente Lula presentó un proyecto de ley al Congreso Brasileño para autorizar la donación de dos helicópteros Bell 206 a Uruguay. El jueves 15 de mayo el presidente Lula da Silva estuvo presente en el Palacio Legislativo para participar del velatorio del expresidente José Mujica, fallecido el martes 13 de mayo a los 89 años.
El martes 10 de junio distintos medios de comunicación informaron cómo la empresa estatal brasileña Electrobrás estaba construyendo un parque eólico en la zona de Rincón de Artigas, tierra disputada entre Brasil y Uruguay, sin que la obra esté oficialmente anunciada y sin haber mantenido diálogo con Uruguay. Al día siguiente, Cancillería envió una nota verbal a Brasil, en la que dejó «expresa constancia» de que la construcción del Parque Eólico, proceso iniciado en el 2021, no supone reconocer el ejercicio de la soberanía de Brasil sobre el Rincón de Artigas, y solicitó retomar la cuestión del territorio disputado. El viernes 4 de julio, Yamandú Orsi viajó a Río de Janeiro para participar de la XVII Cumbre de los BRICS, del 6 hasta el 7 de julio. Fue recibido el domingo 6 por el presidente brasileño Lula da Silva, en el Museo de Arte Moderno de Río de Janeiro. Yamandú Orsi regresó a Uruguay desde Brasil el miércoles 9 de julio, tras una gira por la que también recorrió España y Argentina. A finales de julio, Orsi se reunió con Lula en una cumbre celebrada en Chile con otros presidentes donde se presentó un editorial conjunto titulado «Democracia siempre», firmado por los mandatarios.

#### Chile
Durante la etapa de la transición de gobierno, el lunes 3 de febrero de 2025, el presidente chileno Gabriel Boric visitó Uruguay, reuniéndose con el presidente Luis Lacalle Pou, el expresidente José Mujica y el presidente electo Yamandú Orsi. Un día antes de la asunción de Orsi, Petro asistió a la cena organizada por el presidente brasileño Lula Da Silva donde también asistieron Yamandú Orsi y el presidente colombiano Gustavo Petro. Asimismo, Boric se presentó a la asunción de mando del presidente Orsi el 1 de marzo de 2025. El jueves 15 de mayo el presidente Boric estuvo presente en el Palacio Legislativo para participar del velatorio del expresidente José Mujica, fallecido el martes 13 de mayo a los 89 años.
El martes 6 de junio el canciller Mario Lubetkin suscribió el 69° Protocolo Adicional al Acuerdo de Complementación Económica N° 35 entre el MERCOSUR y la República de Chile, con el fin de modernizar el Régimen de Origen aplicable a los bienes comercializados entre las partes. El domingo 20 de julio, el presidente Orsi viajó a Chile para tomar parte de una cumbre entre los presidentes de Chile, Brasil, Colombia y España para debatir sobre el fortalecimiento de la democracia en la región, la lucha contra la desinformación, el multilateralismo, la reducción de las igualdades y la regulación de tecnologías emergentes, con el fin de presentar las conclusiones en las sesiones de la Asamblea General de Naciones Unidas N° 80, en Nueva York. Asimismo, redactar y presentar un editorial conjunto titulado «Democracia siempre», firmado por los mandatarios.

#### Colombia

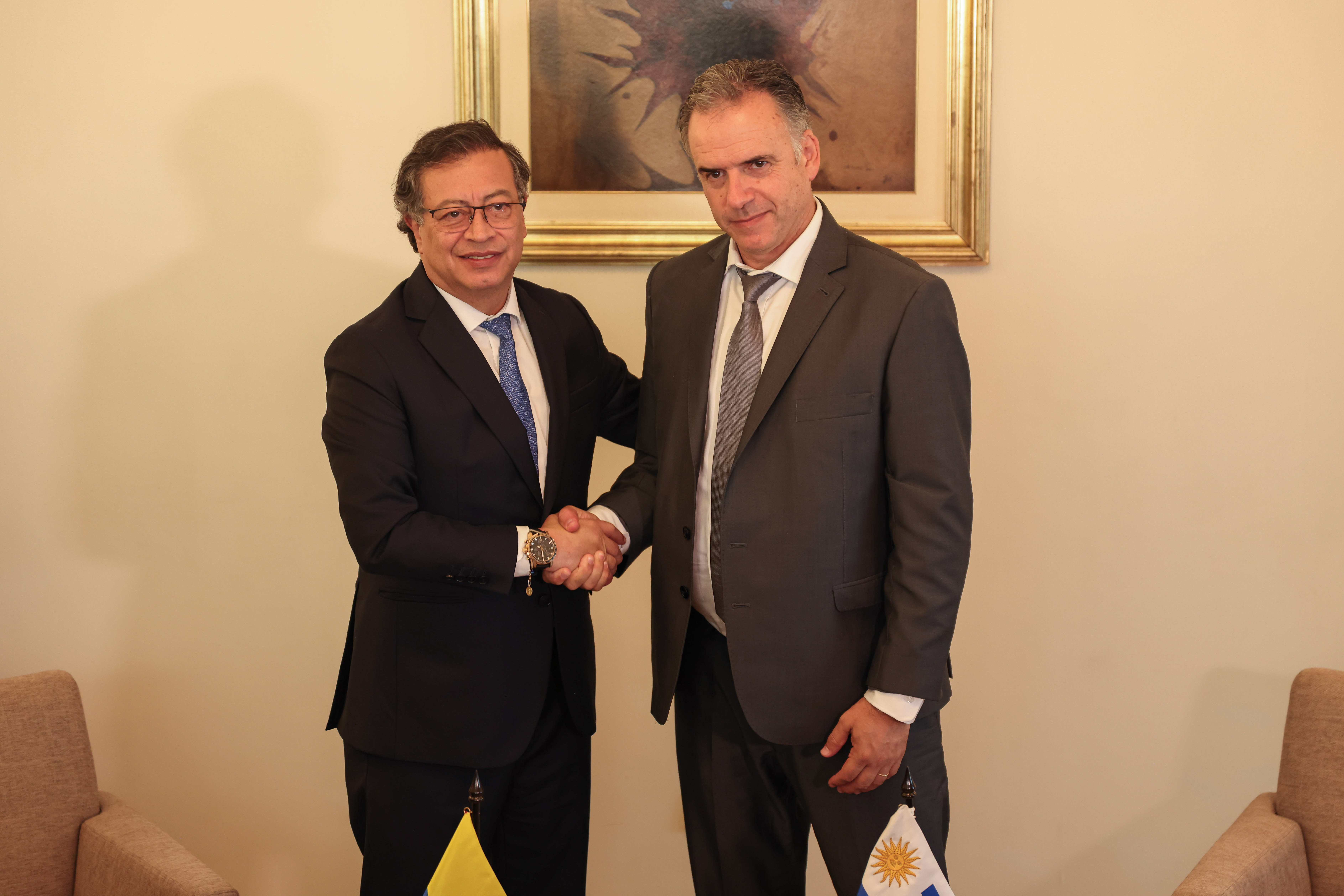
Primer encuentro entre el mandatario colombiano Gustavo Petro y su par uruguayo Yamandú Orsi, en ese entonces presidente electo, en la cumbre del MERCOSUR celebrada en Montevideo en diciembre de 2024.

Durante la etapa de la transición de gobierno, Orsi tuvo un encuentro bilateral con el presidente colombiano Gustavo Petro en el marco de la Cumbre del MERCOSUR celebrada en Montevideo en diciembre de 2024. Un día antes de la asunción de Orsi, Petro asistió a la cena organizada por el presidente brasileño Lula Da Silva donde también asistieron el propio Yamandú Orsi y el presidente chileno Gabriel Boric. Asimismo, Petro se presentó a la asunción de mando del presidente Orsi el 1 de marzo de 2025. Al día siguiente, mantuvieron un encuentro bilateral en el Palacio Estévez. Durante la IX Cumbre de la CELAC en abril de 2025, Petro y Orsi mantuvieron otra reunión bilateral donde acordaron en ámbitos como energías, medicina y ciencia.
El 8 de junio de 2025, la Cancillería uruguaya emitió un comunicado expresando su condena ante el atentado contra el senador de la República de Colombia, Miguel Uribe Turbay, ocurrido el día anterior. A finales de julio, Orsi se reunió con Petro en una cumbre celebrada en Chile con otros presidentes donde se presentó un editorial conjunto titulado «Democracia siempre», firmado por los mandatarios. El lunes 11 de agosto, la Cancillería uruguaya emitió un comunicado expresando «sus más sentidas condolencias al Estado y al pueblo colombiano» ante el fallecimiento del senador colombiano, Miguel Uribe Turbay, ocurrido ese mismo.

#### Cuba
El 23 de mayo de 2025 la senadora frenteamplista Blanca Rodríguez recibió en el Parlamento al embajador de Cuba, Antonio Pardo, en una reunión donde dialogaron sobre «el necesario fortalecimiento de los vínculos bilaterales parlamentarios», de acuerdo con lo informado por la Embajada de Cuba en Uruguay.

#### Ecuador
El domingo 13 de abril de 2025 se realizó la segunda vuelta de las elecciones presidenciales de Ecuador, que dieron como ganador al presidente Daniel Noboa tras la confirmación de su Consejo Nacional Electoral después de un proceso que generó tensiones políticas y con la candidata correísta Luisa González desestimando los resultados de la elección. La Cancillería uruguaya y el presidente esperaron hasta la tarde del lunes 14 de abril para reconocer a Daniel Noboa como el ganador de los comicios. La vicecanciller Valeria Csukasi asistió a la segunda toma de mando de Daniel Noboa del 24 de mayo.
El martes 19 de agosto de 2025, el presidente Yamandú Orsi recibió a su par ecuatoriano Daniel Noboa en Uruguay, en el marco de una gira que inició el mandatario ecuatoriano en Brasil y que continuará en Argentina, y donde firmaron dos acuerdos bilaterales en materia de seguridad, y Uruguay recibió de Ecuador la presidencia pro tempore del Consenso de Brasilia.

#### Paraguay
Durante la etapa de la transición de gobierno, Orsi tuvo un encuentro bilateral con el presidente paraguayo Santiago Peña en el marco de la Cumbre del MERCOSUR celebrada en Montevideo en diciembre de 2024. A raíz de ese encuentro, Orsi le comunicó al mandatario paraguayo su intención de mantener la postura de Uruguay de apoyo al canciller paraguayo, Rubén Ramírez Lezcano, como candidato a presidir la OEA. Sin embargo, pocos días después de asumir el mando, Uruguay otorgó su apoyo al canciller surinamés, Albert Ramdin.

#### Perú
El 30 de junio de 2025 Cancillería uruguaya anunció que se avanzaría en una profundización bilateral con Perú conforme al Acuerdo de Complementación Económica N.° 58 ―ACE 58―, el acuerdo entre el MERCOSUR y Perú del año 2005.

#### Venezuela
|                 | Mario Lubetkin | Twitter |
| @@MinLubetkinUy |                |         |

             Les anuncio con felicidad la liberación del ciudadano uruguayo Fabián Buglione. 
Fue esta tarde, en Venezuela.

Agradezco a todas las personas que hicieron posible esta buena noticia para todas y todos los uruguayos.
         

        18 de julio de 2025

El día siguiente a asumir, el domingo 2 de marzo de 2025, el canciller Mario Lubetkin, en una entrevista con el medio español El Mundo, afirmó que Uruguay dejaría de reconocer a Edmundo González Urrutia como presidente electo de Venezuela, pero no reconocería al gobierno de Nicolás Maduro que además calificó de dictadura. «Si existen los acuerdos de paz de Oslo, ¿por qué no pueden existir los de Montevideo?», afirmó el canciller uruguayo al respecto de la situación venezolana. Esto marcó una ruptura con la acción tomada por el gobierno de Lacalle Pou el viernes 2 de agosto de 2024, al reconocer a Edmundo González Urrutia como el ganador de las elecciones venezolanas de 2024 y como presidente electo del país sudamericano.

|           | Secretary Marco Rubio | Twitter |
| @SecRubio |                       |         |

             Thanks to @POTUS’s leadership, ten Americans who were detained in Venezuela are on their way to freedom. 

I want to thank my team at the @StateDept & especially President @nayibbukele for helping secure an agreement for the release of all of our American detainees, plus the release of Venezuelan political prisoners.
         

        18 de julio de 2025

El viernes 6 de junio, el canciller Lubetkin se comunicó con la esposa de Fabián Buglione, el uruguayo detenido en Venezuela desde el 19 de octubre del 2024. El canciller le transmitió que el Uruguay continuaba comprometido con las gestiones para lograr la liberación de Fabián Buglione. Tras la conversación, el canciller mantuvo una entrevista con el medio El Observador, en la que describió como un «status extraño» la situación de las relaciones de Uruguay con Venezuela, con las embajadas cerradas pero sin haber roto relaciones diplomáticas. El jueves 12 de junio, Cancillería emitió un comunicado informando sobre la reactivación de los servicios consulares de Venezuela en Montevideo y de Uruguay en Caracas en la brevedad.
El viernes 18 de julio, el canciller Mario Lubetkin anunció por la red social X la liberación por parte del régimen de Venezuela del uruguayo Fabián Buglione, preso en ese país desde hace nueve meses. El paradero de Buglione fue rastreado en el Helicoide, y posteriormente recluido en la cárcel Rodeo I. Las negociaciones para liberar a Buglione las encabezó Estados Unidos, dado que el uruguayo tiene un permiso de residencia permanente en ese país, donde reside desde hace 30 años, y su liberación se dio junto a las de otros nueve ciudadanos estadounidenses. Asimismo, el secretario de Estado estadounidense, Marco Rubio, también agradeció por X al presidente de El Salvador, Nayib Bukele, ya que la liberación de los estadounidenses se logró a cambio de la liberación de venezolanos presos en El Salvador.
El jueves 24 de julio, Venezuela retomó la actividad consular en Uruguay con una primera jornada de entrega de pasaportes venezolanos, tras casi un año de su cierre el 29 de julio de 2024: un día después de que Nicolás Maduro se adjudicó el triunfo electoral, y cuando ordenó el retiro del personal diplomático de Uruguay y otros seis países por considerarlos «injerencistas».

### América Central y el Caribe

#### Guatemala
El presidente guatemalteco Bernardo Arévalo, quien nació en territorio uruguayo, asistió el 1 de marzo de 2025 a la asunción de mando de Yamandú Orsi. Al día siguiente, en un encuentro entre ambos presidentes, el presidente Arévalo manifestó interés en el Plan Ceibal y en cooperar a favor del multilateralismo. Ambos mandatarios profundizaron sobre este ámbito en una reunión bilateral dentro del marco de la IX Cumbre de la Celac, celebrada a principios de abril de 2025 en Honduras.

#### Honduras

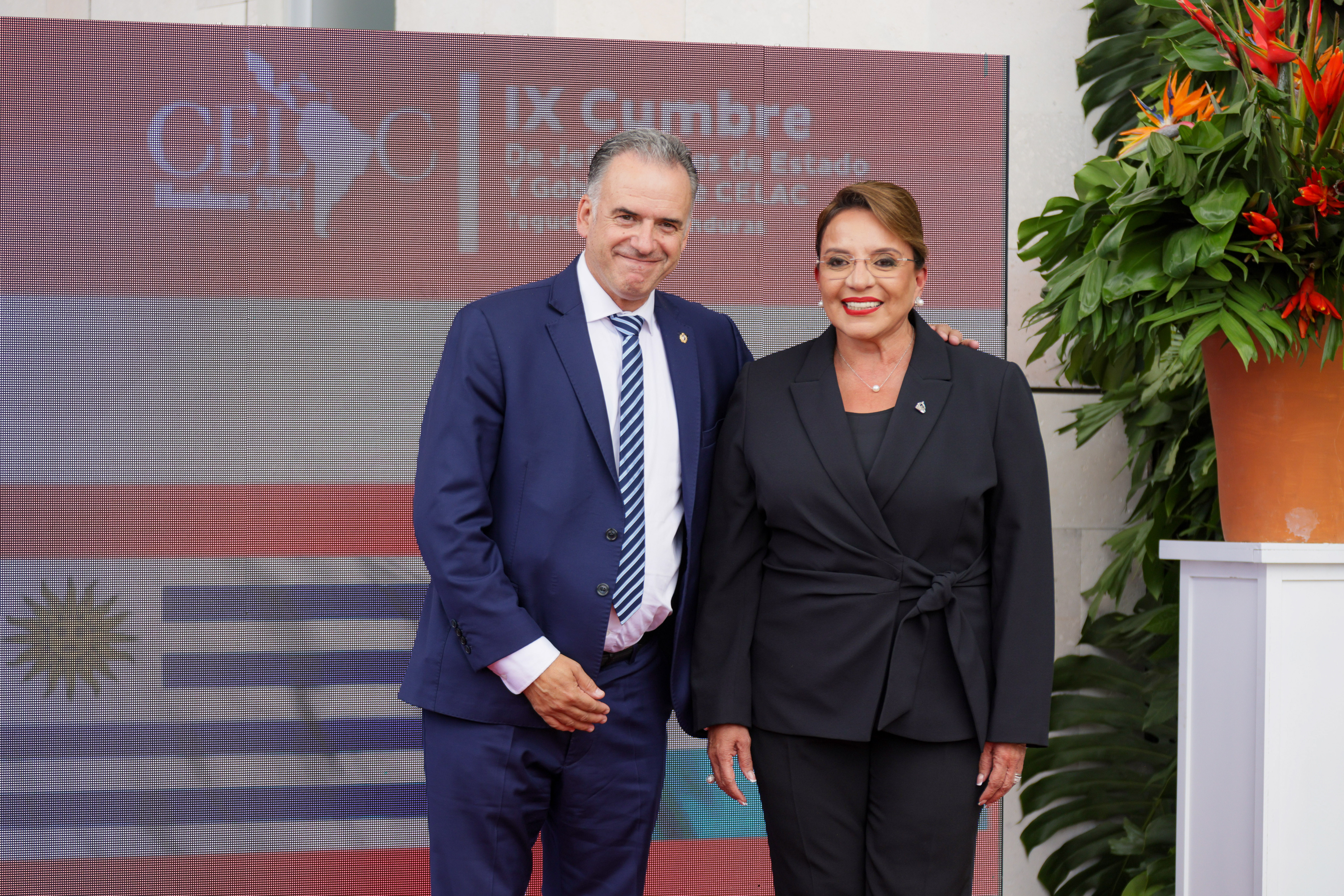
Yamandú Orsi junto a la presidente hondureña Xiomara Castro durante la Cumbre de la CELAC de 2025.

La presidenta hondureña Xiomara Castro asistió el 1 de marzo de 2025 a la asunción de mando de Yamandú Orsi. Tras un viaje del presidente Orsi a Panamá, el primero de su gobierno, se dirigió el martes 8 de abril a Honduras, con el objetivo de participar en la IX Cumbre de la CELAC celebrada en Tegucigalpa, capital de Honduras.

#### Panamá
El presidente panameño José Raúl Mulino asistió el 1 de marzo de 2025 a la asunción de mando de Yamandú Orsi. El domingo 6 de abril el presidente Orsi, junto a una comitiva integrada por el canciller Mario Lubetkin y empresarios del sector arrocero, partieron en la primera misión diplomática del presidente Orsi en su gobierno con destino a Panamá, con el interés de reunirse con su par el presidente Mulino el lunes 7.

### América del Norte

#### Canadá
El viernes 7 de marzo de 2025 los gobiernos de Uruguay y Canadá acordaron comenzar negociaciones a los efectos de modernizar el Acuerdo de Promoción y Protección de la Inversión Extranjera ―APPI―, vigente entre ambos países desde 1999. Ante el atropello masivo de Vancouver del 26 de abril de 2025 la Cancillería uruguaya expresó sus condolencias con un comunicado.

#### México

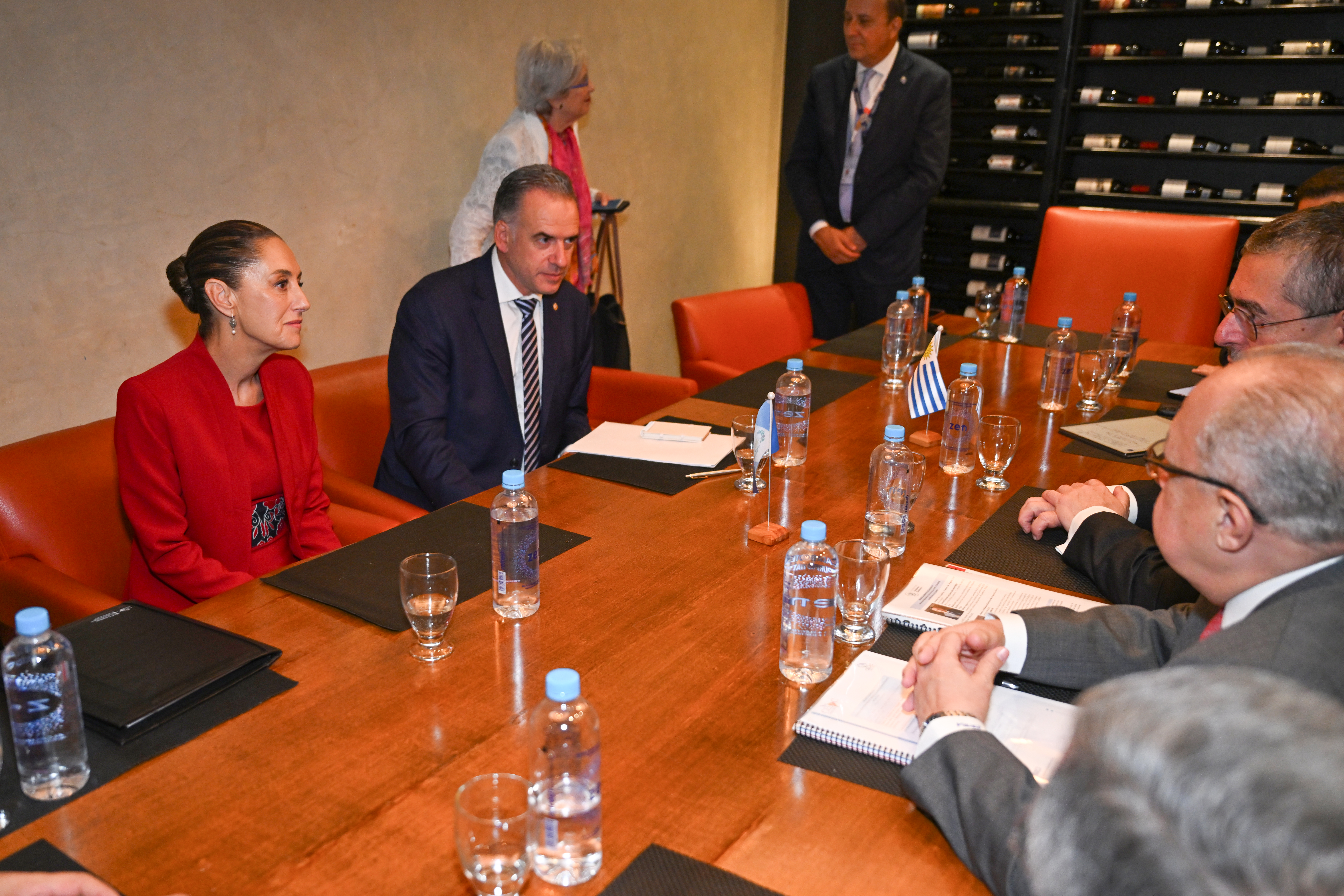
Reunión entre Yamandú Orsi, Claudia Sheinbaum y Bernardo Arévalo en la Cumbre de la CELAC 2025.

En el marco de la IX Cumbre de la Celac, celebrada a principios de abril de 2025 en Honduras, Orsi mantuvo una reunión bilateral con la presidenta mexicana Claudia Sheinbaum, donde se dieron invitaciones recíprocas para visitar sus países.

#### Estados Unidos
El 2 de abril de 2025, denominado por el presidente Donald Trump como Liberation Day, fue anunciado un arancel base a todos sus socios comerciales de un 10%, incluido Uruguay, previsto para entrar en vigencia el 5 de abril. Estados Unidos en 2024 fue el tercer país destino de exportaciones uruguayas, siendo la carne bovina es el producto más colocado. Ante el anuncio de nuevos aranceles, el gobierno uruguayo comenzó a pensar en un plan de trabajo ante las nuevas circunstancias y se instó a mantener contacto con representantes de la Casa Blanca. El 27 de junio de 2025 la embajadora norteamericana Heide B. Fulton anunció el fin de su misión en Uruguay. El jueves 31 de julio, el presidente de Estados Unidos, Donald Trump, firmó un decreto donde ratificó los aranceles del 10% para Uruguay, que comenzarían a regir a partir del jueves 7 de agosto. El lunes 4 de agosto el Senado de los Estados Unidos anunció a Lou Rinaldi como nuevo embajador en Uruguay. Ese mismo día la embajada del país norteamericano anunció que se agregó, y que comenzará a regir a partir del 2 de septiembre, un nuevo requisito para los solicitantes de visas de no inmigrante en la mayoría de las categorías: una entrevista presencial con un oficial consular.

### Organismos internacionales americanos

#### Comunidad de Estados Latinoamericanos y Caribeños
El canciller Mario Lubetkin y el presidente Yamandú Orsi se trasladaron y permanecieron el 8 y 9 de abril de 2025 en Honduras para participar de la IX Cumbre de la CELAC. En dicha cumbre, Brasil brindó apoyo político para que Uruguay ocupe la presidencia pro témpore de la CELAC a partir de 2026, lo que fue votado sobre el final de la jornada. El 13 de mayo el canciller Lubetkin representó a Uruguay en el IV Foro China-CELAC.

#### MERCOSUR
Durante el período de transición entre el gobierno de Luis Lacalle Pou y el de Yamandú Orsi se dio inicio el 6 de diciembre de 2024 a la Cumbre del MERCOSUR, celebrada en Montevideo, donde se cerró el texto definitivo del tratado de libre comercio entre el MERCOSUR y la Unión Europea después de casi 25 años de negociaciones. El sábado 1 de marzo de 2025, primer día del gobierno de Yamandú Orsi, en Argentina se dio apertura a las sesiones legislativas. Ante el Congreso argentino, el presidente Javier Milei sentenció que buscaría un acuerdo comercial con los Estados Unidos de Donald Trump, aunque esto significara «salir del MERCOSUR», que además acusó de «solo logró enriquecer a los grandes empresarios brasileños a costa de empobrecer a los argentinos». Al día siguiente, en el Palacio Estévez de Montevideo, el presidente Yamandú Orsi y su homólogo alemán Frank-Walter Steinmeier destacaron la importancia del acuerdo entre el MERCOSUR y la Unión Europea.
El miércoles 2 de julio Yamandú Orsi viajó a Argentina, para participar al día siguiente en la LXVI Cumbre de presidentes del Mercosur, celebrada en Buenos Aires, y ese mismo día se dieron por concluidas las negociaciones de un tratado de libre comercio con EFTA. Al día siguiente, el mandatario uruguayo tomó parte de la Cumbre y reivindicó la «profundización» del bloque.

#### Organización de Estados Americanos
El martes 4 de marzo de 2025 Uruguay se alineó con Brasil, Colombia, Chile y Bolivia en el apoyo a la candidatura del canciller de Surinam, Albert Ramdin, para liderar la Organización de Estados Americanos ―OEA―. La decisión tomada por Uruguay de apoyar a este candidato significó una ruptura con la intención del gobierno de Lacalle Pou de votar por el canciller de Paraguay, Rubén Ramírez Lezcano. También rompió con la postura adoptada previamente por Yamandú Orsi, quien le comunicó al presidente paraguayo Santiago Peña su disposición de mantener ese apoyo durante la cumbre del MERCOSUR en diciembre de 2024. Posteriormente, el canciller Lubetkin viajó a Washington, Estados Unidos, donde el lunes 10 de marzo votó a favor de Albert Ramdin, quien fue confirmado en su nuevo puesto.
El lunes 31 de marzo de 2025, el gobierno de Orsi anunció que impulsaría como director general del Instituto Interamericano de Cooperación para la Agricultura ―IICA―, organismo especializado perteneciente a la OEA, a Fernando Mattos, exministro del MGAP durante el gobierno de Lacalle Pou. La candidatura de Fernando Mattos, en representación de Uruguay, fue presentada en forma oficial el jueves 22 de mayo, en una actividad desarrollada en el Anfiteatro de la sede del Ministerio de Relaciones Exteriores, en Montevideo.

## Asia

### Armenia
El presidente de Armenia, Vahagn Khachaturyan, asistió a la toma de posesión de Yamandú Orsi como presidente el 1º de marzo de 2025. Al día siguiente, ambos mandatarios tuvieron un encuentro bilateral en el Palacio Estévez. El miércoles 23 de abril de 2025, el presidente Orsi autorizó la primera transmisión por cadena nacional con motivo del Día de recordación del Genocidio Armenio, para realizarse el jueves 24 de abril a las 18:00 horas. Este permiso se dio en el marco de lo dispuesto en la Ley N° 20.274, promulgada en marzo de 2024, que declaró memoria anual al genocidio armenio todos los 24 de abril. El lunes 11 de agosto de 2025, Cancillería uruguaya saludó oficialmente los acuerdos alcanzados entre el primer ministro armenio, Nikol Pashiniyan, y el presidente de Azerbaiyán, Ilham Aliyev, en presencia del presidente de los Estados Unidos, Donald Trump.

### China

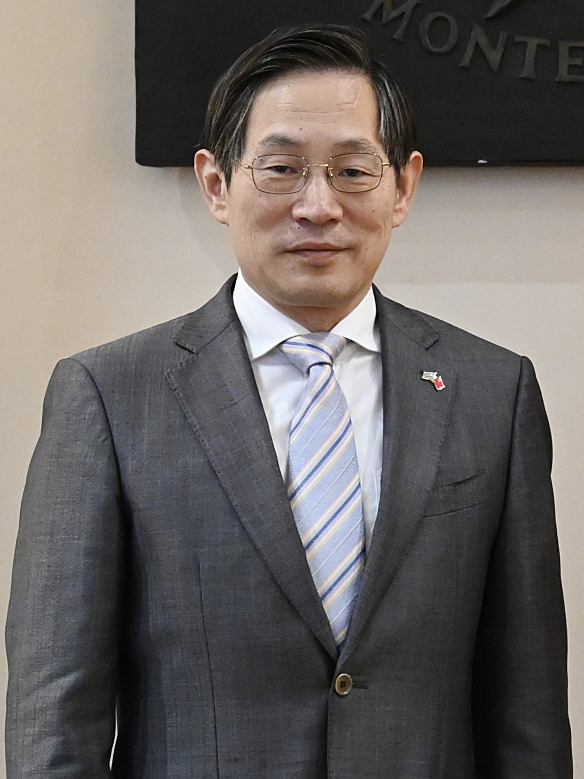
Huang Yazhong, embajador extraordinario y plenipotenciario de la República Popular China en Uruguay desde 2023.

Durante el período de transición, tanto Yamandú Orsi como Carolina Cosse recibieron al embajador chino en Uruguay, Huang Yazhong, en sus respectivos despachos. En la mañana del domingo 2 de marzo de 2025, el presidente Orsi junto a distintos ministros recibió en el Palacio Estévez al ministro de Agricultura y Asuntos Rurales de la República Popular China, Han Jun. El viernes 9 de mayo, con presencia del canciller Lubetkin, Uruguay instaló un consulado en Hong Kong, con jurisdicción también en Macao. Según analistas, la política hacia China de Uruguay bajo el gobierno de Yamandú Orsi es continuar con la consolidación de las relaciones estratégicas con el país asiático pero cambiando la idea original de un Tratado de Libre Comercio, buscado durante el gobierno de Lacalle Pou, por la búsqueda de microacuerdos sectorizados. Poco después, el canciller Lubetkin se reunió con su par chino, Wang Yi, y el 13 de mayo participó como representante de Uruguay en el IV Foro China-CELAC en Beijing, donde el presidente Orsi envió un discurso grabado.
El 15 de mayo China anunció que permitiría la entrada sin visado a su país a ciudadanos de distintos países sudamericanos, entre ellos Uruguay, desde el 1 de junio de 2025 hasta el 31 de mayo de 2026. A finales de mayo, el ministro de Ganadería, Agricultura y Pesca, Alfredo Fratti, encabezó una delegación uruguaya en China junto a representantes del Instituto Nacional de Carnes ―INAC― y el Instituto Nacional de Investigación Agropecuaria ―INIA―; que, entre otras actividades, permitió habilitar la exportación de nuevos commodities al país asiático.

### India y Pakistán

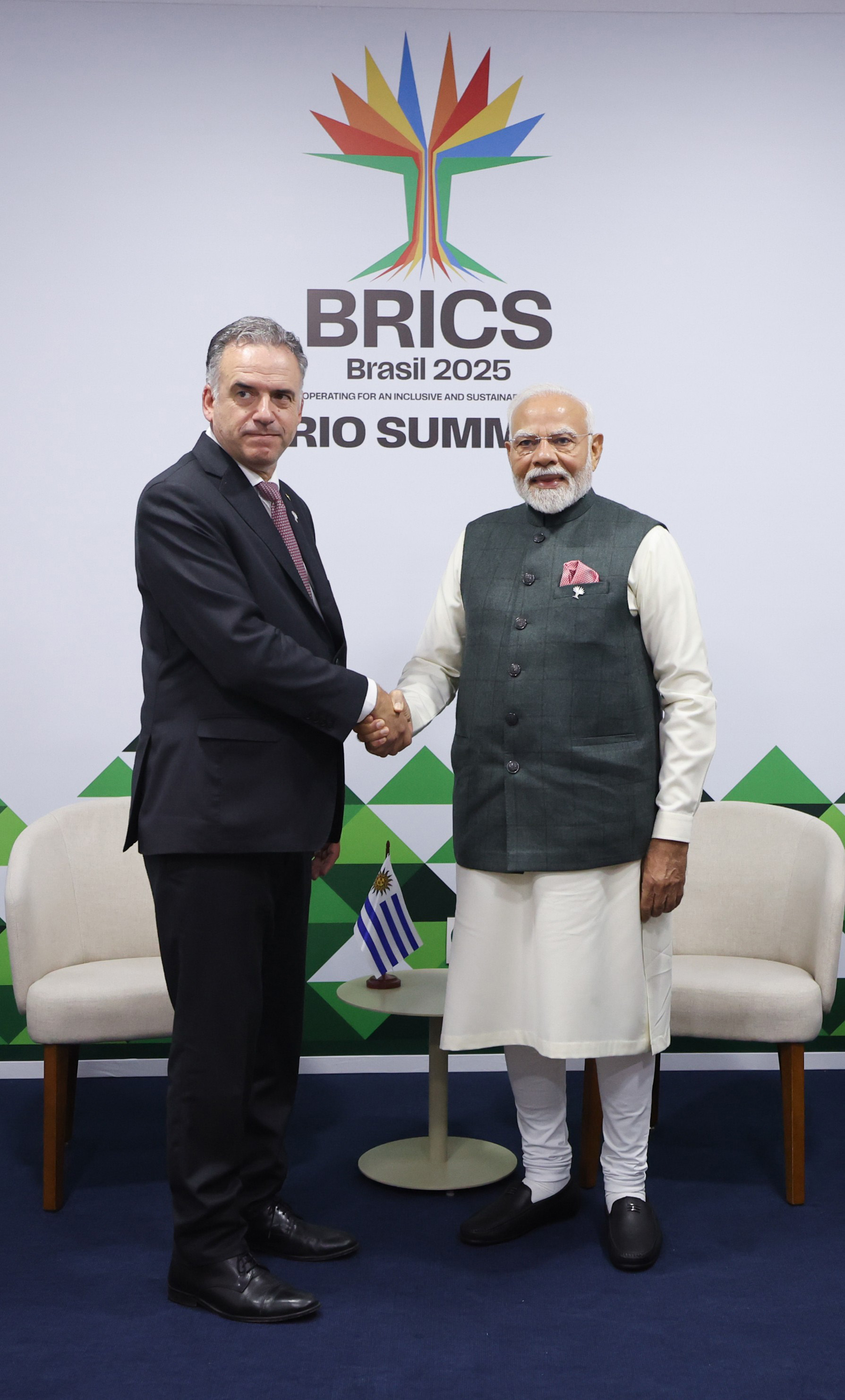
Yamandú Orsi y Narendra Modi en la XVII Cumbre de los BRICS, celebrada en Brasil a principios de julio de 2025.

El 23 de abril la Cancillería uruguaya condenó el atentado ocurrido el día anterior en la ciudad de Pahalgam, en la región de Jamnu y Cachemira de India, que asperó las relaciones entre este país y su vecino Pakistán. El jueves 12 de junio la Cancillería emitió un comunicado lamentando el accidente aéreo ocurrido en Ahmedabad, India, ese mismo día, en el han fallecido más de doscientas personas. En el marco de la XVII Cumbre de los BRICS, celebrada en Brasil, el lunes 7 de julio de 2025 el presidente Yamandú Orsi mantuvo una reunión bilateral con el primer ministro de India, Narendra Modi. Tras esta reunión, el canciller Mario Lubetkin anunció a la prensa que India prevé abrir una embajada en Uruguay.

### Irán
El viernes 13 de junio de 2025, Cancillería emitió un comunicado de preocupación ante la escalada militar entre Israel e Irán de ese día, que calificó como agravante de una «situación regional en Medio Oriente ya extremadamente delicada». El martes 17 de junio Cancillería uruguaya comenzó las preparaciones para evacuar a su personal diplomático en Teherán ante escalada bélica. El domingo 22 de junio Cancillería emitió un comunicado expresando su profunda preocupación por el ataque a instalaciones nucleares en Irán y sus potenciales consecuencias.

### Israel y Palestina
Durante el período de transición entre el gobierno de Luis Lacalle Pou y el de Yamandú Orsi, el 3 de enero de 2025 algunos diputados diputados del Frente Amplio se manifestaron a favor del comunicado emitido por distintas organizaciones sociales ―como el PIT-CNT y la FEUU― que exhortaba a clausurar la oficina uruguaya de innovación de Jerusalén, que fue inaugurada en diciembre de 2024 tras un acuerdo firmado entre la Universidad Hebrea de Jerusalén y la Agencia Nacional de Investigación e Innovación ―ANII―.

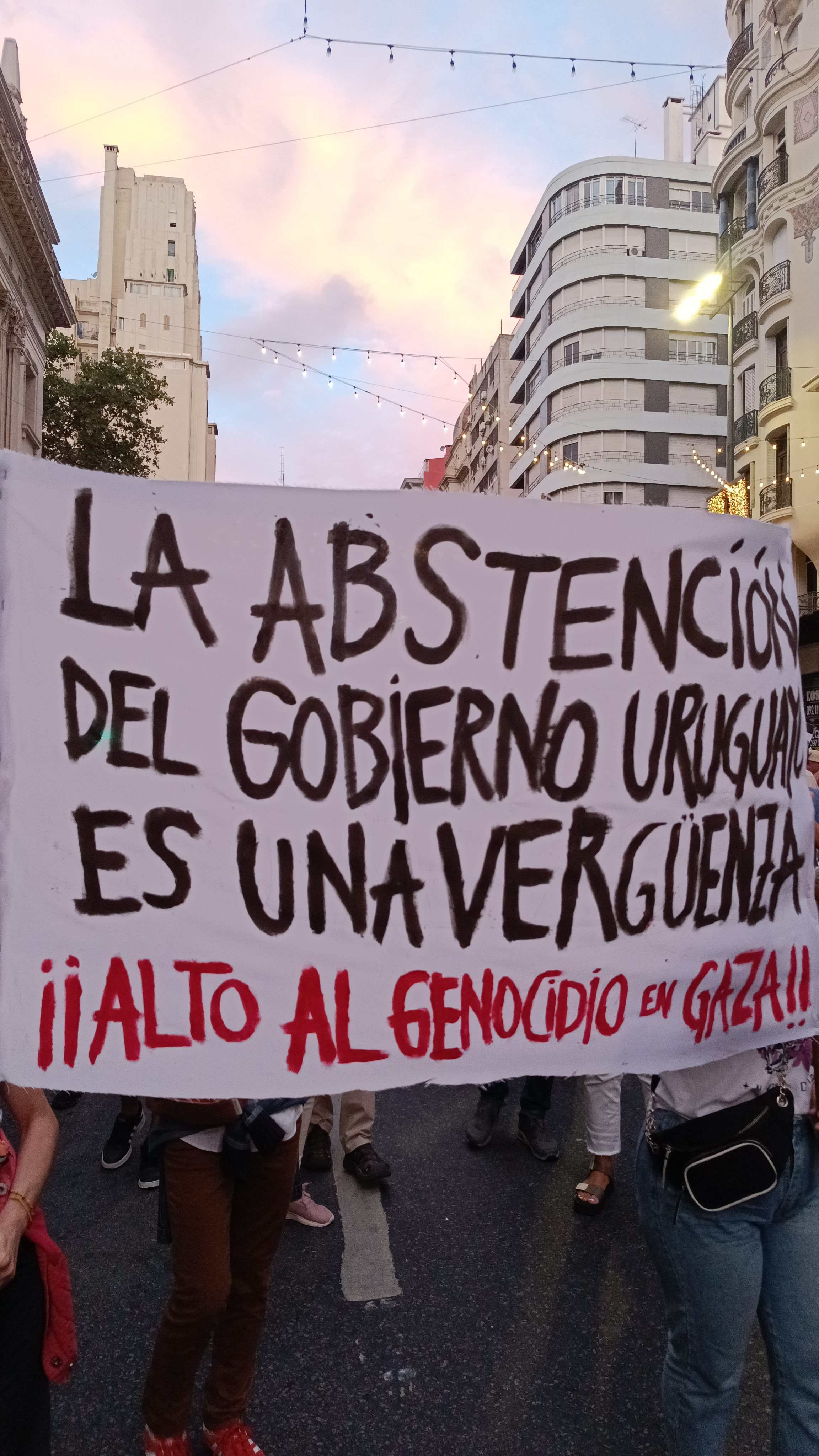
Pancarta de una «Marcha por Palestina» en Montevideo del 29 de febrero de 2024.

Después de la asunción del gobierno, el lunes 31 de marzo de 2025, la Cancillería uruguaya expresó su preocupación ante el informe brindado el pasado 28 de marzo por la Oficina de Asuntos Humanitarios de Naciones Unidas ―OCHA― al Consejo de Seguridad, en el que se señaló la violación de «normas jurídicas y principios humanitarios» en Gaza tras varias semanas sin ingreso de ayuda humanitaria. Asimismo, en ese comunicado Cancillería instó a las partes a «restablecer de manera inmediata el alto al fuego» y la «liberación inmediata de todos los rehenes», y se reiteró la posición histórica del Estado uruguayo de «defensa de la solución de dos Estados». Sin embargo, ese mismo día el Secretariado Ejecutivo del Frente Amplio emitió un comunicado en el que se desmarcó de su gobierno, acusando a Israel como «responsable de la extrema gravedad de la situación» y manifestó evaluar la «suspensión de la Oficina de Innovación en la ciudad de Jerusalén».
El jueves 3 de abril el canciller Mario Lubetkin compareció ante la Comisión de Asuntos Internacionales en el Parlamento para exponer «lineamientos de la política exterior», y allí ratificó que el gobierno mantendría la oficina de la ANII en Israel. El martes 8 de abril el Consejo Directivo Central de la Universidad de la República ―UdelaR― votó por unanimidad por el cierre de la oficina de la oficina de la ANII en Jerusalén, y que «en caso de que el gobierno no acceda a la solicitud de la UdelaR, no participaría en ningún proyecto vinculado a la misma».
El 19 de mayo, Cancillería emitió un comunicado instando a las autoridades de Israel a garantizar el acceso seguro y sin restricciones de la ayuda humanitaria para la población de Gaza a través de las Naciones Unidas, y se llamó a la liberación incondicional de los rehenes, a reanudar el cese de fuego en Gaza y a evitar el desplazamiento de las poblaciones locales. El 21 de mayo, una delegación de 21 diplomáticos de distintos países, entre ellos el embajador uruguayo en Palestina, Fernando Arroyo, fue atacada por el Ejército de Israel mientras se encontraba realizando una visita organizada por el Ministerio de Relaciones Exteriores palestino en la localidad de Yenín. Tras el ataque, en el que no hubo heridos, el Ejército israelí acusó a la delegación diplomática de «desviarse de la ruta aprobada», por lo que los soldados dispararon «tiros de advertencia» para distanciarlos. El canciller Lubetkin lamentó el hecho y comunicó a los medios que convocó a la embajadora israelí a Cancillería para explicar el hecho. A finales de mayo, en una entrevista brindada por el medio La Diaria, el canciller Lubetkin reafirmó la postura uruguaya: «no queremos nunca más lo que pasó el 7 de octubre de 2023 y queremos que termine esta situación de masacre en Gaza». El presidente Orsi se pronunció ante la prensa en sintonía con el canciller en una jornada del miércoles 28 de mayo. Al día siguiente, la embajadora israelí mantuvo una reunión con la ministra de Defensa Sandra Lazo para dialogar sobre temas de cooperación bilateral y colaboración conjunta en materia de seguridad y defensa. Y el día viernes 30 de mayo la bancada legislativa del Frente Amplio envió un proyecto de declaración al Senado pidiendo por el cese de los bombardeos en la Franja de Gaza y por el ingreso de ayuda humanitaria al territorio.
A principios de junio, eran cinco los sectores del Frente Amplio ―Partido Comunista, Partido Socialista, Partido por la Victoria del Pueblo, Vertiente Artiguista y Seregnistas― que habían pedido al gobierno endurecer su postura frente a la ofensiva de Israel en Gaza. El martes 3 de junio, el canciller Lubetkin se reunió con Mohammed Shafei, el encargado de negocios de la embajada de Palestina en Uruguay, al que le manifestó la solidaridad del gobierno uruguayo por la crisis humanitaria en Gaza. El miércoles 4 de junio, el Frente Amplio emitió un comunicado donde hizo un «llamamiento a la militancia y al pueblo en general a promover y convocar acciones en defensa de los derechos humanos del pueblo Palestino [...] y a condenar los crímenes de lesa humanidad y genocidio que está cometiendo contra Palestina el gobierno de Israel». Tanto el Partido Colorado como la B'nai B'rith respondieron con comunicados en rechazo al del Frente Amplio. Al día siguiente, el presidente Orsi se desmarcó del comunicado afirmando: «es la declaración de una fuerza política, el gobierno es otra cosa»; y aseguró que el gobierno uruguayo tiene planes para asistir a la población afectada por el conflicto, como la provisión de alimentos básicos como leche en polvo y arroz. Mientras que el secretario de presidencia, Alejandro Sánchez, manifestó que «comparte» la declaración del Secretariado Ejecutivo del Frente Amplio, pero que también Uruguay debía continuar sosteniendo la defensa histórica de la «Solución de dos Estados», y confirmó las charlas entre autoridades del gobierno para asistir a Gaza con alimentos. El viernes 6 de junio, el canciller Lubetkin destacó la posibilidad de integrar a jóvenes palestinos de Cisjordania en un programa de formación agrícola sostenible a través de la FAO. El sábado 7, el MPP publicó una declaración y resolución desde su dirección nacional con motivo de los primeros 100 días del gobierno de Yamandú Orsi, en el que, entre otras temáticas, calificó como «genocidio planificado» las acciones del gobierno israelí en territorio palestino. El miércoles 11 de junio el canciller Lubetkin indicó que serán cuatro o cinco los palestinos, ingenieros agrónomos, que llegarían a Uruguay en el marco de un programa de la FAO.
El viernes 13 de junio Cancillería emitió un comunicado de preocupación ante la escalada militar entre Israel e Irán de ese día, que calificó como agravante de una «situación regional en Medio Oriente ya extremadamente delicada». Dicha escalada militar entre Israel e Irán provocó el cierre del espacio aéreo en todo el territorio israelí, imposibilitando la salida del país de los intendentes electos Carlos Albisu y Nicolás Olivera, de Salto y Paysandú respectivamente, quienes se encontraban en Israel junto a otros líderes de gobiernos locales de América Latina en el marco de la Muni Gira Israel 2025, organizada por la Agencia de Cooperación Israelí para el Desarrollo y el Instituto Internacional de Liderazgo. El martes 17 de junio ambos intendentes electos salieron de Israel, vía Jordania para luego volver a Uruguay, gracias a una operación del gobierno israelí. Ese mismo día, se realizó una marcha a favor de Palestina frente a la Torre Ejecutiva. En la madrugada del jueves 19 de junio su vuelo llegó a Buenos Aires desde San Paulo, ya que el vuelo se desvió y no pudo aterrizar en Montevideo. Desde Buenos Aires tomaron un taxi hasta Gualeguaychú y desde allí cruzaron por el puente a Fray Bentos, llegando a Uruguay. El sábado 28 de junio, Cancillería emitió un nuevo comunicado sobre el agravamiento de la crisis humanitaria en la Franja de Gaza.
Uruguay envió una delegación para participar en la primera cumbre del Grupo de La Haya, celebrada en Bogotá entre el 15 y el 16 de julio; primera instancia del grupo formado el pasado 31 de enero para coordinar coordinar acciones concretas, incluidas «medidas legales y diplomáticas», contra la ofensiva de Israel en la franja de Gaza. A finales de mes, el jueves 24 de julio, Cancillería emitió un comunicado de «llamado urgente» ante el deterioro de la crisis humanitaria en la Franja de Gaza y el aumento las violaciones de los Derechos Humanos, «no solo en dicho territorio sino abarcando también Cisjordania, área sobre la cual el Parlamento israelí aprobó ayer una moción pidiendo su anexión a Israel». Asimismo, el comunicado afirmó que el Estado uruguayo «rechaza toda acción que promueva cambios territoriales o demográficos en los Territorios Palestinos Ocupados y reafirma su apoyo a la solución biestatal, con dos Estados que convivan en paz, según las fronteras de 1967». Al día siguiente, la vicepresidente uruguaya Carolina Cosse aseguró a través de la red social X que declaraciones previas de su parte, respecto de su postura en la guerra que tiene lugar en Gaza, fueron tergiversadas como una difusión «malintencionada», e insistió en que «la guerra debe terminar». A finales de julio, la representante permanente de Uruguay ante la ONU, Laura Dupuy, participó de una conferencia de Naciones Unidas sobre la solución de dos Estados para Israel y Palestina.
El viernes 8 de agosto, Cancillería emitió un comunicado de condena a la aprobación, emitida ese mismo día, por parte del Gabinete de Seguridad de Israel para ocupar la ciudad de Gaza. El martes 12 de agosto, el presidente Orsi recibió, en la Torre Ejecutiva, a Reem Al-Hajajreh, palestina, representante del grupo Mujeres del Sol; Hyam Tannous, israelí, árabe, cristiana, del comité directivo de Mujeres por la Paz, y Angela Scharf, israelí, judía, coordinadora del equipo de relaciones exteriores de Mujeres por la Paz. El viernes 15 de agosto, como respuesta al agravamiento de la situación en Medio Oriente en ese mes, el gobierno uruguayo decidió congelar el acuerdo entre la ANII y la Universidad Hebrea de Jerusalén.

### Japón
Uruguay tomó parte con un pabellón nacional propio en la Expo Universal de Osaka 2025, celebrada del 13 de abril al 13 de octubre de 2025 en la isla artificial de Yumeshima, en la bahía de Osaka. En julio de 2025, Japón se sumó junto a otros países, como Alemania y Francia, a las alertas por los  nuevos pasaportes uruguayos expedidos desde abril de ese año. Sus autoridades informaron que «es altamente probable que les sea negado el ingreso al país», aunque no se vio modificado el ingreso por un período máximo de 90 días, donde no es necesario la visa, si el viaje es por motivo de turismo, visita a familiares, reuniones de negocios, entre otros.

### Vietnam
En el marco de la XVII Cumbre de los BRICS, celebrada en Brasil, el lunes 7 de julio de 2025 el presidente Yamandú Orsi mantuvo una reunión bilateral con el primer ministro de Vietnam, Phạm Minh Chính. Entre el 18 y el 19 de agosto de 2025, la vicecanciller Valeria Csukasi viajó a Vietnam como parte de una primera etapa de acercamiento de Uruguay a Asia y Oceanía, para posteriormente partir a Singapur, entre el 20 y el 22, y como último a Australia entre el 24 el y el 26.

### Instituciones y organismos internacionales asiáticos

#### ASEAN
El miércoles 9 de julio de 2025, el canciller Mario Lubetkin llegó a Kuala Lumpur, la capital de Malasia, y participó de la 58.ª Reunión de Ministros de Relaciones Exteriores de la ASEAN, en el marco de la cual firmó del instrumento de adhesión del Uruguay al Tratado de Amistad y Cooperación en el Sudeste Asiático —TAC—.

#### Banco Asiático de Inversión en Infraestructura
En el marco de la XVII Cumbre de los BRICS, celebrada en Brasil, el lunes 7 de julio de 2025 el presidente Yamandú Orsi mantuvo una reunión con el presidente del Banco Asiático de Inversión e Infraestructura —AIIB—, Jin Liqun.

## Europa

### Ciudad del Vaticano
En marzo de 2025 Cancillería anunció que Juan Raúl Ferreira, integrante del MPP e hijo del histórico líder nacionalista Wilson Ferreira Aldunate, sería el embajador uruguayo ante la Santa Sede. El 21 de abril de 2025, ante el fallecimiento del Papa Francisco, Cancillería realizó un comunicado en recuerdo del sumo pontífice, y el presidente de la República envió sus condolencias al cardenal Giovanni Battista Re, decano del Colegio Cardenalicio en la Ciudad del Vaticano. Asimismo, se comunicó que se enviaría una delegación para participar del sepelio del papa y dicho día sería decretado por el presidente como duelo oficial. El miércoles 23 de abril el gobierno firmó el decreto que declaró el sábado 26 como duelo oficial por el sepelio del papa Francisco, implicando que la Bandera Nacional permanecería a media asta en todos los edificios públicos y no se realizarían actos oficiales. El sábado 26 el canciller Lubetkin viajó a la Ciudad del Vaticano con motivo del sepelio. El jueves 8 de mayo, con la elección del nuevo papa León XIV, el gobierno uruguayo felicitó al nuevo pontífice.

### España
El rey de España Felipe VI visitó Uruguay para asistir a la investidura del presidente electo, Yamandú Orsi, el 1 de marzo de 2025, manteniendo reuniones tanto con el presidente saliente como el entrante. El sábado 28 de junio de 2025, el presidente Orsi inició viajó a España para participar en la IV Conferencia Internacional sobre Financiamiento para el Desarrollo Sostenible, organizada por las Naciones Unidas y con sede en la ciudad de Sevilla, donde se reunió tanto con el rey Felipe VI como con el presidente español Pedro Sánchez. A finales de julio, Orsi se reunió con Sánchez en una cumbre celebrada en Chile con otros presidentes donde se presentó un editorial conjunto titulado «Democracia siempre», firmado por los mandatarios. Tras regresar de la reunión de presidentes en Chile, Orsi se reunió el martes 22 de julio con el presidente español Pedro Sánchez en Torre Ejecutiva, donde anunciaron la firma de seis acuerdos enfocados en la sostenibilidad, la batalla contra el crimen organizado, y en el fomento de la igualdad de género en un acciones conjuntas entre ambos países.

### Países Bajos
El 22 de mayo de 2025 la ministra de Industria, Fernanda Cardona, y un equipo técnico del MIEM, UTE, Ancap y Uruguay XXI asistieron a World Hydrogen Summit & Exhibition, desarrollado en Países Bajos.

### Reino Unido
Entre el 20 y el 23 de mayo de 2025 una delegación oficial de Uruguay integrada por el secretario de Presidencia, Jorge Díaz, y el ministro del Interior, Carlos Negro, se reunieron con figuras relevantes en Reino Unido del ámbito de la seguridad, combate al cibercrimen y al narcotráfico. Asimismo, se abordaría la creación e implementación de un Ministerio de Justicia, por la instalación de Reino Unido de una dependencia de ese tipo hace 20 años.

### Rusia
El jueves 29 de mayo de 2025 Cancillería nombró a 12 nuevos embajadores, entre ellos designó a Rosario Portell como embajadora en Rusia. La designación de Portell fue polémica debido a su carrera profesional: por no contar con carrera en cuestión de Servicio Exterior, no tener título universitario y no manejar más de un idioma; además de haber sido previamente cesada dos veces durante las presidencias de Tabaré Vázquez.

### Suiza
El jueves 26 de junio se anunció que, por primera vez, Uruguay, a través del Ministerio de Economía y Finanzas, colocó su primera deuda en francos suizos por el equivalente a 400 millones de dólares a tasa fija y en dos tramos: a 5 y 10 años, en lo que también fue el debut del gobierno de Yamandú Orsi en el mercado internacional. Para tal fin se mandató al francés BNP Paribas y al suizo UBS, colocando 200 millones de dólares a cinco años con un spread de 93 puntos básicos y una tasa de 1,04% y otros 200 millones de dólares a diez años con un spread de 113 puntos y una tasa del 1,62%.

### Ucrania
En conferencia de prensa el domingo 2 de marzo, el canciller Mario Lubetkin se mostró favorable ante la intención de Ucrania de abrir una embajada en Uruguay. A finales de abril, durante el viaje del canciller Lubetkin al Vaticano con motivo del sepelio del papa Francisco, el jerarca se reunió con su par ucraniano, Andrii Sybiha, quien invitó a Uruguay a participar en la Conferencia de Recuperación de su país en Roma y reiteró la intención de abrir una embajada en Uruguay. En una conferencia de prensa, del martes 15 de julio, el ministro de Ganadería, Agricultura y Pesca, Alfredo Fratti, remarcó que Uruguay concretó la apertura del mercado ucraniano para carne bovina y ovina.

### Unión Europea

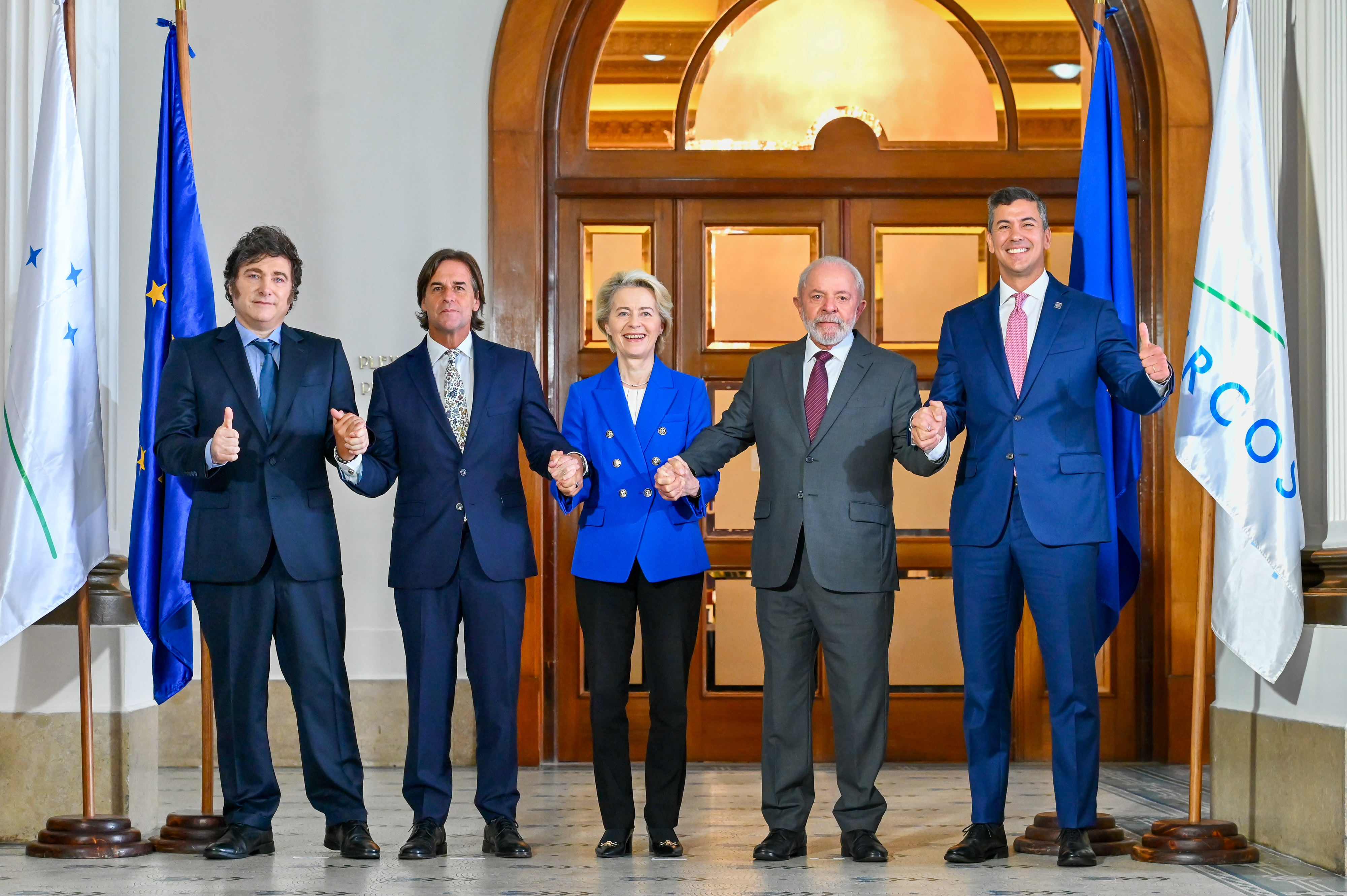
Cumbre del MERCOSUR celebrada en Montevideo el mes de diciembre del año 2024. De izquierda a derecha: Javier Milei, presidente de Argentina; Luis Lacalle Pou, presidente de Uruguay; Ursula von der Leyen, presidente de la Comisión Europea; Lula da Silva, presidente de Brasil; y Santiago Peña, presidente de Paraguay.

El viernes 6 de diciembre de 2024, durante la etapa de transición de gobierno entre Luis Lacalle Pou y Yamandú Orsi, se dio inicio a la Cumbre del MERCOSUR en Montevideo, donde se cerró el texto definitivo del tratado de libre comercio entre el MERCOSUR y la Unión Europea después de casi 25 años de negociaciones.
Un día después de asumir el gobierno, el domingo 2 de marzo de 2025, en el Palacio Estévez de Montevideo, el presidente Yamandú Orsi y su homólogo alemán Frank-Walter Steinmeier destacaron la importancia del acuerdo entre el MERCOSUR y la Unión Europea. Asimismo, se demostró desacuerdos con los dichos del presidente argentino Javier Milei del día anterior, ante su Congreso nacional, donde este mandatario sentenció que buscaría un acuerdo comercial con los Estados Unidos de Donald Trump, aunque esto significara «salir del MERCOSUR», y que además acusó al organismo porque «solo logró enriquecer a los grandes empresarios brasileños a costa de empobrecer a los argentinos». Meses después, el sábado 17 de mayo de 2025, el canciller Mario Lubetkin realizó un viaje oficial a Bruselas donde se reunió con distintos jerarcas de la Unión Europea, aspirando que a finales de 2025 se ratifique el acuerdo Unión Europea - MERCOSUR.

## Otros organismos y foros

### Acuerdo Amplio y Progresista de Asociación Transpacífico
A finales de mayo de 2025, en una entrevista brindada por el medio La Diaria, el canciller Lubetkin sentenció que Cancillería continuaba el plan de que Uruguay ingresara a la CPTPP ―Acuerdo Amplio y Progresista de Asociación Transpacífico―, aunque afirmó que algunos países miembros prefieren que Uruguay no entre por motivos de competencia comercial. En una entrevista del medio El Observador al canciller publicada en julio, Lubetkin afirmó que «estamos lejísimos» sobre el ingreso de Uruguay al Transpacífico.

### BRICS

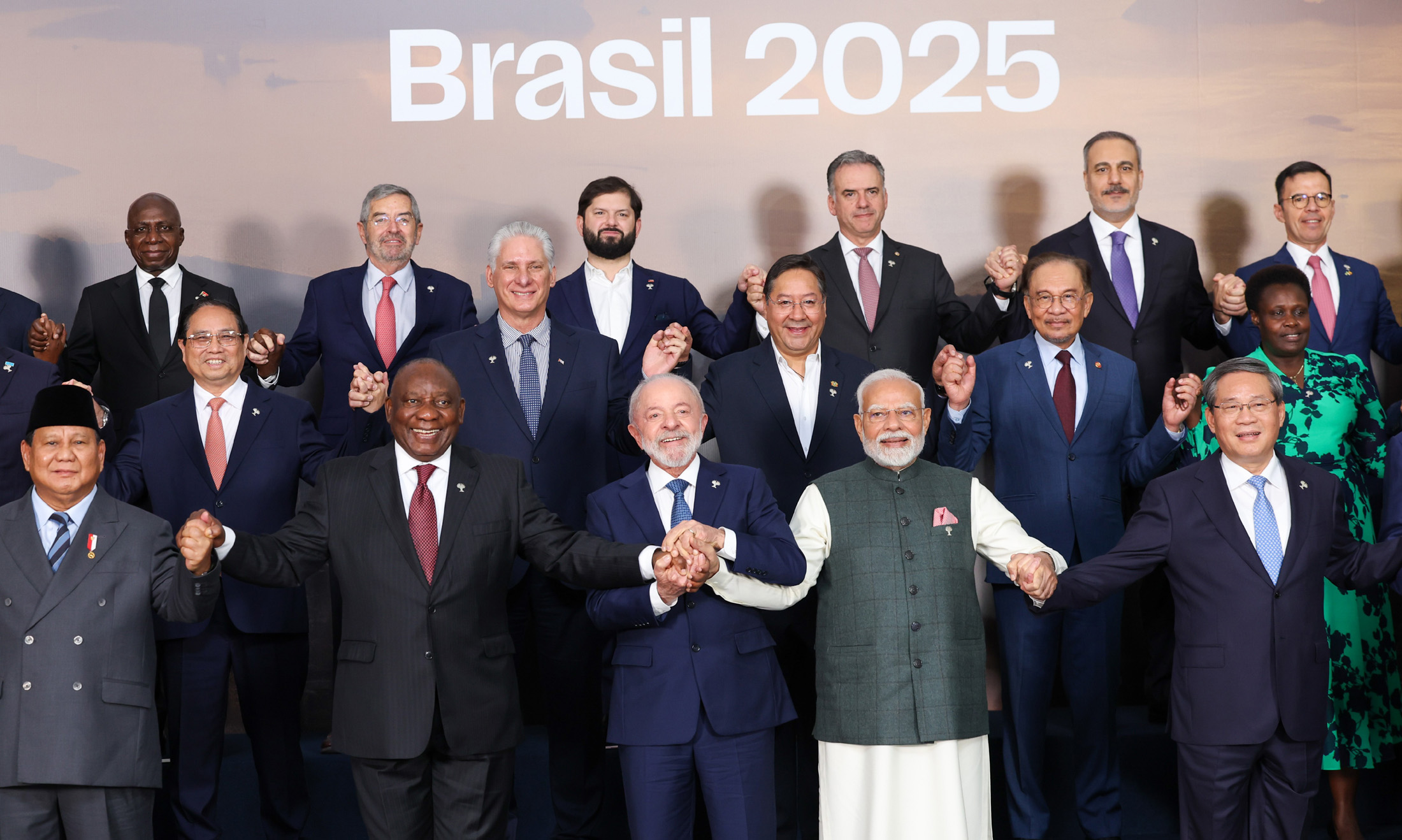
Fotografía entre Jefes de Estado durante la XVII Cumbre de los BRICS, entre ellos Yamandú Orsi.

Durante la transición de gobierno entre la administración de Luis Lacalle Pou y Yamandú Orsi, el viernes 27 de diciembre de 2024, el presidente electo Yamandú Orsi recibió a la expresidente de Brasil y presidenta del Nuevo Banco de Desarrollo del BRICS ―NBD―, Dilma Rousseff. En dicha reunión la titular del NBD le propuso al presidente electo la adhesión de Uruguay al banco; el ingreso del país al NBD fue aprobado previamente en 2021, durante la administración de Luis Lacalle Pou, pero su formalización no ocurrió en los hechos.
El 1 de marzo de 2025, día de la asunción del gobierno encabezado por Yamandú Orsi, el presidente Lula da Silva invitó a Uruguay, junto a México y Colombia, a participar en la cumbre de los BRICS prevista para julio de 2025 en Río de Janeiro. El viernes 4 de julio, Yamandú Orsi viajó a Río de Janeiro para participar de la XVII Cumbre de los BRICS, del 6 hasta el 7 de julio, donde mantuvo múltiples encuentros bilaterales.

### G20
Tras la participación del presidente Yamandú Orsi en la XVII Cumbre de los BRICS, celebrada en julio de 2025 en Brasil, el canciller Mario Lubetkin anunció a la prensa que Uruguay fue invitado a participar de la próxima reunión del G20, prevista para noviembre de 2025 en Johannesburgo, Sudáfrica.

### Organización de las Naciones Unidas
El lunes 28 de abril de 2025 el presidente Orsi y el canciller Lubetkin recibieron a la vicesecretaria general de Naciones Unidas, Amina Mohammed. El martes 3 de junio el presidente Orsi participó en una reunión virtual convocada por el secretario general de la Organización de las Naciones Unidas, António Guterres, como un encuentro previo a la 4.ª Conferencia Internacional sobre Financiamiento para el Desarrollo Sostenible que se celebrará en Sevilla, España, entre el 30 de junio y el 3 de julio.

#### Misiones de paz
Durante al etapa de transición del gobierno de Luis Lacalle Pou al de Yamandú Orsi, el sábado 25 el presidente electo Orsi transmitió sus condolencias por redes sociales a la familia del soldado uruguayo fallecido, y a los otros militares heridos, en servicio de una misión de paz en la República Democrática del Congo ―MONUSCO― tras un ataque del grupo rebelde M23 ocurrido ese día.
Pocos días después de la asunción del gobierno, el 11 de marzo de 2025, el canciller Lubetkin se reunió con el secretario general de la ONU, António Guterres, con el que acordó iniciar el relevo de las tropas uruguayas que sirven en la MONUSCO e iniciar una investigación sobre el atentado del grupo rebelde M23. El lunes 26 de mayo, familiares de los militares desplegados en el Congo se presentaron en Torre Ejecutiva para entregar una carta dirigida al presidente Yamandú Orsi en la que reclamaron por su retorno a Uruguay; que tendría que haber ocurrido a fines de enero pero el ataque ocurrido el 25 de enero frustró los planes. El jueves 19 de junio la vicesecretaria general de Naciones Unidas, Amina Mohammed, recibió en Nueva York al canciller Mario Lubetkin para definir aspectos relacionados a las tropas uruguayas presentes en el Congo. Al día siguiente, en una conferencia de prensa entre el canciller Mario Lubetkin y la ministra de Defensa Sandra Lazo, se confirmó el regreso de los militares a Uruguay el día 3 de julio a la ocho de la noche, aproximadamente. El viernes 4 de julio el presidente Yamandú Orsi saludó en una ceremonia durante la mañana a los 200 militares que sirvieron en la MONUSCO, antes de partir más tarde ese día a Brasil. El miércoles 6 de agosto el contingente de 200 militares uruguayos, que partió el 4 de julio de Uruguay, logró ingresar al Congo desde Uganda; retraso causado por el enfrentamiento de fuerzas de la RDC con rebeldes del movimiento M23, y tras una larga negociación con Naciones Unidas.

#### Organización Mundial de la Salud
En la 78ª Asamblea Mundial de la Salud, celebrada en Ginebra, Suiza, del 19 al 27 de mayo de 2025, participó la ministra de Salud Cristina Lustemberg.

#### Organización Internacional del Trabajo
A principios de junio de 2025 Uruguay fue electo por aclamación para ocupar la vicepresidencia Gubernamental de la Conferencia Internacional del Trabajo celebrada en Ginebra, Suiza, entre los días 2 y 13 de junio de 2025; siendo el cargo ejercido por el ministro de Trabajo y Seguridad Social, Juan Castillo. En dicho cargo, Uruguay ratificó el Convenio N.º 187 de la OIT, que establece un marco promocional para la salud y seguridad en el trabajo.

## Polémicas

### Designación de Carolina Ache y de Beatriz Argimón como embajadoras
El jueves 29 de mayo de 2025, Cancillería anunció una nueva tanda de doce embajadores del gobierno; entre las nuevas designaciones dos resultaron polémicas: la de la dirigente colorada, exprecandidata presidencial y exsubsecretaría de Relaciones Exteriores, Carolina Ache Batlle, quien renunció tras el caso Marset; y la de la dirigente nacionalista y exvicepresidenta de la República durante el gobierno de Lacalle Pou, Beatriz Argimón. Se anunció que la exvicepresidenta sería la representante uruguaya ante la Organización de las Naciones Unidas para la Educación, la Ciencia y la Cultura ―Unesco― y la Organización para la Cooperación y el Desarrollo Económico ―OECD―, mientras que la colorada presidiría la delegación en Portugal. En los siguientes días, legisladores de la oposición demostraron su descontento, anunciando que no votarían ninguna o al menos una de las venias. Tras el anuncio, la senadora nacionalista Graciela Bianchi llegó a afirmar que Beatriz Argimón «operó con el FA los cinco años» de gobierno de Luis Lacalle Pou. Por otro lado, el senador frenteamplista Óscar Andrade manifestó «no entender la designación» de Ache.
El lunes 2 de junio, el senador y excandidato presidencial nacionalista, Álvaro Delgado, afirmó que acompañaría la designación de Argimón, aunque aclaró que no sería en representación del Partido Nacional; y que no acompañaría la de Ache. Asimismo, Argimón se reunió con dirigentes del Partido Nacional para hablar sobre su designación. Ese mismo día, el Comité Ejecutivo Nacional del Partido Colorado resolvió rechazar la designación de Carolina Ache como embajadora del gobierno en Portugal, y le pidió al presidente Yamandú Orsi que no envíe la venia al Senado. El viernes 6 de junio el presidente Orsi respaldó ante la prensa la designación de Ache; sostuvo que no hay argumentos para dar marcha atrás en la decisión. El lunes 9 de junio el medio Búsqueda comunicó que el pasado viernes Lacalle se habría reunido con Argimón y allí respaldó su designación como embajadora.

### Emisión de nuevos pasaportes uruguayos

Cubierta de un pasaporte uruguayo.

El 15 de abril de 2025 el Ministerio del Interior anunció, impulsado por la Secretaría de Estado, cambios en los pasaportes comunes, expedidos por la Dirección Nacional de Identificación Civil, siguiendo recomendaciones de la OACI y beneficiando a ciudadanos legales: modificación del título «Nacionalidad», pasando a denominarse «Nacionalidad/Ciudadanía» y consignándose el código «URY» tanto para ciudadanos naturales como legales; la eliminación del título «Lugar de nacimiento»; entre otros.
En los meses siguientes, el nuevo pasaporte causó problemas con dos países europeos: Francia y Alemania, quienes decidieron no permitir el ingreso a los uruguayos con pasaporte emitido después del 23 de abril de 2025, argumentando que los pasaportes nuevos no indican el lugar de nacimiento de la persona. El miércoles 9 de julio, el gobierno emitió un comunicado informando que tanto el Ministerio de Relaciones Exteriores como el Ministerio del Interior informan afirman que la adecuación de los pasaportes, del día 16 de abril de 2025, se encuentra en línea con las normas internacionales de Aviación Civil ―OACI―. Al día siguiente, el presidente Yamandú Orsi expresó disposición a corregir la situación si así lo requiere el contexto internacional.
El embajador alemán en Montevideo, Stefan Duppel, confirmó que los nuevos pasaportes uruguayos no serían aceptados para ingresar a su país, ni siquiera para estancias cortas, debido a la falta de información sobre el lugar de nacimiento. Mientras que el embajador francés, Jean-Paul Seytre, reiteró la suspensión de la recepción de solicitudes de visado para Francia para estadías superiores a tres meses. Posteriormente, Japón se sumó a las alertas por los pasaportes uruguayos, e informó que «es altamente probable que les sea negado el ingreso al país», aunque no se vio modificado el ingreso por un período máximo de 90 días, donde no es necesario la visa, si el viaje es por motivo de turismo, visita a familiares, reuniones de negocios, entre otros.
El jueves 24 de julio, el canciller Mario Lubetkin aseguró que los técnicos del Ministerio de Relaciones Exteriores están abocados a «resolver el problema» que enfrentan los estudiantes uruguayos con el nuevo pasaporte, quienes han reportado dificultades para ingresar a Francia y Alemania. No obstante, el ministro aclaró que, aunque Uruguay maneja algunas soluciones, la última palabra en este asunto corresponde a las autoridades de dichos países y que no está previsto la modificación de los nuevos pasaportes «salvo prueba contraria que demuestre que hay errores». Sin embargo, el martes 29 de julio, Cancillería emitió un comunicado en el que si bien reiteró que los nuevos pasaportes se encontraban en concordancia con la normativa vigente de la OACI, informó que a partir del 1° de agosto de 2025 se volvería a utilizar la versión anterior de los pasaportes uruguayos, debido a que «es internacionalmente válida y reconocida». Tras la marcha atrás en la emisión de nuevos pasaportes, desde la oposición se manifestaron pedidos de renuncia contra Lubetkin, quien obtuvo el respaldo del presidente Orsi para continuar con su cargo.